# Cercophonius
Cercophonius je rod štírů čeledi Bothriuridae. Tito štíři nedorůstají velkých rozměrů. Čeleď Bothriuridae byla známa pouze z Ameriky, ale tito štíři byli nalezeni v Austrálii a dokonce v Himálaji a na Nové Guineji. V jihovýchodní Austrálii je běžným štírem pod kmeny eukalyptů Cercophonius squama (anglicky Wood scorpion). v Austrálii je známo dalších šest druhů rodu. Z indického Himálaje Cercophonius himalayensis. Všechny druhy jsou z hlediska jedovatosti neškodné.

## Druhy
- Cercophonius granulosus Kraepelin, 1908
- Cercophonius himalayensis Lourenço, 1996
- Cercophonius kershawi Glauert, 1930
- Cercophonius michaelseni Kraepelin, 1908
- Cercophonius queenslandae Acosta, 1990
- Cercophonius squama (Gervais, 1843)
- Cercophonius sulcatus Kraepelin, 1908